# Озёрный (Воронежская область)
Озёрный — посёлок в Новохопёрском районе Воронежской области России.
Входит в состав городского поселения Новохопёрск.

## Население
| 2010 |
| ---- |
| 239  |

## Инфраструктура
- В поселке работает Новоильменская средняя общеобразовательная школа (расположена именно в Озерном), построенная в 1985 году[2].

Уличная сеть
- ул. Болотная
- ул. Проезжая
- пер. Тополиный

## Достопримечательности
В поселке имеется необычный памятник воинам Великой Отечественной войны, представляющий собой скульптурную группу — семью ушедшего на фронт солдата.